# Nicolette Larson
Nicolette Larson (* 17. Juli 1952 in Helena, Montana; † 16. Dezember 1997 in Los Angeles, Kalifornien) war eine US-amerikanische Pop- und Country-Sängerin.

## Karriere
Ihre ersten Erfahrungen im Musikgeschäft machte sie als Background-Sängerin für Commander Cody und andere Musikgrößen der 1970er Jahre wie Emmylou Harris, Mary Kay Place, Rodney Crowell und Linda Ronstadt. Die Doobie Brothers engagierten Larson als Sängerin für ihre Alben Minute by Minute (1978) und One Step Closer (1980). Auf ihren eigenen Platten, die stilistisch der West-Coast-Musik zuzuordnen sind, sang sie u. a. Versionen von mehreren Little-Feat-Songs.
Bekannt wurde Larson 1978 mit ihrer Debüt-Single, dem Neil-Young-Song Lotta Love, der Platz acht in den Billboard Hot 100 erreichte und auch auf dem im selben Jahr erschienenen Album Nicolette enthalten ist, das in den amerikanischen Billboard-Charts Platz 15 erreichte und vergoldet wurde. Das zweite Album In The Nick Of Time konnte nicht an den Erfolg des Vorgängers anschließen, hatte aber mit der Single Let Me Go, Love – ein Duet mit Michael McDonald – einen weiteren Top-40-Hit.
Larson starb überraschend am 16. Dezember 1997 im Alter von nur 45 Jahren aufgrund eines Blutgerinnsels im Gehirn im UCLA Medical Center in Los Angeles. Sie hinterließ ihre Tochter Elsie May und ihren Ehemann Russ Kunkel, ehemaliger Schlagzeuger in den Bands von Linda Ronstadt und Jackson Browne. Larson wurde auf dem Friedhof Forest Lawn Memorial Park in Los Angeles beigesetzt.

## Diskografie

### Alben
| Jahr | Titel                             | Höchstplatzierung, Gesamtwochen, AuszeichnungChartplatzierungen (Jahr, Titel, Platzierungen, Wochen, Auszeichnungen, Anmerkungen) | Höchstplatzierung, Gesamtwochen, AuszeichnungChartplatzierungen (Jahr, Titel, Platzierungen, Wochen, Auszeichnungen, Anmerkungen) | Anmerkungen |
| Jahr | Titel                             | US | Country | Anmerkungen |
| ---- | --------------------------------- | --- | --- | ----------- |
| 1978 | Nicolette                         | US15 Gold · (37 Wo.)US | — |             |
| 1979 | In The Nick of Time               | US47 (21 Wo.)US | — |             |
| 1981 | Radioland                         | US62 (12 Wo.)US | — |             |
| 1981 | All Dressed Up and No Place To Go | US75 (10 Wo.)US | — |             |
| 1985 | …Say When                         | — | Country48 (20 Wo.)Country |             |
| 1986 | Rose of My Heart                  | — | Country40 (16 Wo.)Country |             |

Weitere Alben
- 1979: Live At The Roxy
- 1987: Shadows of Love
- 1994: Sleep, Baby, Sleep
- 1999: The Very Best of Nicolette Larson
- 2006: A Tribute to Nicolette Larson: Lotta Love Concert
- 2006: Live At The Roxy (aufgenommen 1979)

### Singles
| Jahr | Titel Album                                                     | Höchstplatzierung, Gesamtwochen, AuszeichnungChartplatzierungen (Jahr, Titel, Album, Platzierungen, Wochen, Auszeichnungen, Anmerkungen) | Höchstplatzierung, Gesamtwochen, AuszeichnungChartplatzierungen (Jahr, Titel, Album, Platzierungen, Wochen, Auszeichnungen, Anmerkungen) | Anmerkungen          |
| Jahr | Titel Album                                                     | US | Country | Anmerkungen          |
| ---- | --------------------------------------------------------------- | --- | --- | -------------------- |
| 1978 | Lotta Love Nicolette                                            | US8 (19 Wo.)US | — |                      |
| 1979 | Rhumba Girl Nicolette                                           | US47 (9 Wo.)US | — |                      |
| 1980 | Let Me Go, Love In The Nick of Time                             | US35 (11 Wo.)US | — | mit Michael McDonald |
| 1982 | I Only Want To Be With You All Dressed Up and No Place To Go    | US53 (9 Wo.)US | — |                      |
| 1985 | Only Love Will Make It Right …Say When                          | — | Country42 (12 Wo.)Country |                      |
| 1985 | When You Get a Little Lonely …Say When                          | — | Country46 (11 Wo.)Country |                      |
| 1985 | Building Bridges …Say When                                      | — | Country72 (8 Wo.)Country |                      |
| 1986 | Let Me Be The First Rose of My Heart                            | — | Country63 (5 Wo.)Country |                      |
| 1986 | That’s How You Know When Love’s Right Rose of My Heart          | — | Country9 (23 Wo.)Country | mit Steve Wariner    |
| 1986 | That’s More About Love (Than I Wanted To Know) Rose of My Heart | — | Country49 (8 Wo.)Country |                      |